# عشرب نيلي فاتح
عشرب نيلي فاتح (الاسم العلمي:Exacum caeruleum) هو نوع من النباتات يتبع جنس العشرب من الفصيلة الجنطيانية.